# Spirostreptus clathratus
Spirostreptus clathratus är en mångfotingart som beskrevs av Voges 1878. Spirostreptus clathratus ingår i släktet Spirostreptus och familjen Spirostreptidae. Inga underarter finns listade i Catalogue of Life.